# 메스 라프산잔 FC
메스 라프산잔 FC(페르시아어: باشگاه فوتبال مس رفسنجان, 영어: Mes Rafsanjan Football Club)은 1995년에 창단된 이란의 축구 클럽으로, 라프산잔을 연고로 하고 있다. 현재 이란의 최상위 리그인 페르시안 걸프 프로리그에 참가하고 있다. 이 구단은 구리 산업을 국유화한 "국영 구리 공사"가 소유하고 있으며, 구단명 또한 이 회사의 이름을 따서 만들어졌다(페르시아어: اصف, 영어: Mes). 

## 선수 명단

### 현역
- 모흐센 아자르바드(2016, 2019 ~ )
- 하메드 라크(2023 ~ )